# Słodkie i ostre
Słodkie i ostre (oryg. Sugar & Spice) – amerykańska komedia młodzieżowa z 2001 roku.

## Zarys fabularny
Popularna szkolna cheerleaderka zachodzi w ciążę. Wizja życia w ubóstwie sprawia, że namawia ona swoje koleżanki do popełnienia przestępstwa. Po kilkutygodniowym okresie przygotowań napadają na bank.

## Obsada
- Marla Sokoloff jako Lisa Janusch
- Marley Shelton jako Diane Weston
- Melissa George jako Cleo Miller
- Mena Suvari jako Kansas Hill
- Rachel Blanchard jako Hannah Wald
- Alexandra Holden jako Fern Rogers
- Sara Marsh jako Lucy Whitman
- James Marsden jako Jack Bartlett
- Sean Young jako Pani Hill
- W. Earl Brown jako Hank "Terminator" Rogers
- Jerry Spinger jako on sam